# OR1M1
OR1M1 (англ. Olfactory receptor family 1 subfamily M member 1) – білок, який кодується однойменним геном, розташованим у людей на короткому плечі 19-ї хромосоми. Довжина поліпептидного ланцюга білка становить 313 амінокислот, а молекулярна маса — 34 840.
| 10         |  | 20         |  | 30         |  | 40         |  | 50         |
| ---------- |  | ---------- |  | ---------- |  | ---------- |  | ---------- |
| MEPRNQTSAS |  | QFILLGLSEK |  | PEQETLLFSL |  | FFCMYLVMVV |  | GNLLIILAIS |
| IDSHLHTPMY |  | FFLANLSLVD |  | FCLATNTIPK |  | MLVSLQTGSK |  | AISYPCCLIQ |
| MYFFHFFGIV |  | DSVIIAMMAY |  | DRFVAICHPL |  | HYAKIMSLRL |  | CRLLVGALWA |
| FSCFISLTHI |  | LLMARLVFCG |  | SHEVPHYFCD |  | LTPILRLSCT |  | DTSVNRIFIL |
| IVAGMVIATP |  | FVCILASYAR |  | ILVAIMKVPS |  | AGGRKKAFST |  | CSSHLSVVAL |
| FYGTTIGVYL |  | CPSSVLTTVK |  | EKASAVMYTA |  | VTPMLNPFIY |  | SLRNRDLKGA |
| LRKLVNRKIT |  | SSS        |  |            |  |            |  |            |

A: Аланін

C: Цистеїн

D: Аспарагінова кислота

E: Глутамінова кислота

F: Фенілаланін

G: Гліцин

H: Гістидин

I: Ізолейцин

K: Лізин

L: Лейцин

M: Метіонін

N: Аспарагін

P: Пролін

Q: Глутамін

R: Аргінін

S: Серин

T: Треонін

V: Валін

W: Триптофан

Кодований геном білок за функціями належить до рецепторів, g-білокспряжених рецепторів, білків внутрішньоклітинного сигналінгу. 
Локалізований у клітинній мембрані.